# Ras Karkar
Ras Karkar (àrab: رأس كركر, Raʾs Karkar) és una vila palestina en la governació de Ramal·lah i al-Bireh al centre de Cisjordània, situada 11 km al nord-oest de Ramal·lah. Segons l'Oficina Central d'Estadístiques de Palestina (PCBS), tenia 2.128 habitants en 2016

## Història
S'hi ha trobat terrissa de l'època hel·lenística, mameluca i dels primers anys del domini otomà.

### Època otomana
La vila, també coneguda com a Ras Ibn Samhan, està rodejada d'un castell en una muntanya alta, rocosa i densa, envoltada per arbres de cactus. Un dels nombrosos poblats tron (un poble central dominat per una família semi-feudal que controlava desenes de pobles al seu voltant) a Palestina (Palestina), el castell de la família Samhan, erigit en els segles XVIII o XIX, és objecte d'un esforç de preservació, i proveïa el gran poder i riquesa que tenien els seus propietaris en aquella època.
El cap xeic de la família Simhan era Isma'il, qui fou mort per Ibrahim Paixà en l'aixecament de 1834. Després d'Isma'il, n'esdevingueren caps Hasan es-Sa'id i Mohammah ibn Isma'il.
Edward Robinson hi va passar en 1838 i va descriure el lloc com "un castell".
Una llista de pobles otomans de 1870 va demostrar que Ras Karkar tenia 16 cases i una població de 74, tot i que el recompte de població només incloïa homes.
En 1883 el Survey of Western Palestine del Fons per a l'Exploració de Palestina descriu Ras Kerker com «un petit poble en una posició elevada, amb una font inferior al nord, al mig del poble hi ha una fortalesa construïda fa 50 anys. El lloc era la seu de la gran família nativa dels Beni Simhan.»
El 1896 es va estimar que la població d' Er-Ras era de 210 persones.

### Època del Mandat Britànic
En el cens de Palestina de 1922, organitzat per les autoritats del Mandat Britànic, la població de Ras Kerker 209 musulmans, incrementats en el cens de 1931 a 291 musulmans, en un total de 75 cases.
En 1945, la població era de 340 musulmans, mentre que l'àrea total de terra era de 5,883 dúnams, segons una enquesta oficial de terra i població. D'aquests, 3,366 eren per a plantacions i regadiu, 1,237 per a cereals, mentre 12 dúnams eren sòl edificat.

### Després de 1948
En la vespra de guerra araboisraeliana de 1948, i després dels acords d'armistici araboisraelians de 1949, Ras Karkar fou ocupada pel regne haixemita de Jordània. Després de la Guerra dels Sis Dies de 1967 va romandre sota l'ocupació israeliana.